# Gesellschaft für Ichthyologie
Die Gesellschaft für Ichthyologie GfI e.V. ist die wissenschaftliche Fachgesellschaft zur Fischkunde für den deutschsprachigen Raum. Präsident der GfI ist Fabian Herder, Kurator für Fische am ZFMK Bonn. Geschäftsführer ist Heiko Brunken, Professor für Ökologie und Naturschutz an der Hochschule Bremen.

## Zielsetzung
Die GfI möchte die wissenschaftliche Beschäftigung mit Fischen fördern und „allen Wissenschaftlern und ichthyologisch Interessierten ein deutschsprachiges Forum für Information, Kommunikation und Publikation“ bieten. Mitglieder der GfI sind sowohl Wissenschaftler wie auch wissenschaftlich arbeitende Aquarianer. Die Forschungsfelder der Mitglieder reichen von einheimischen Fischen bis zu Fischen in nahezu jedem Winkel der Welt, wobei sowohl Süß-, See- als auch Brackwasser-Arten abgedeckt werden. Nach eigenen Angaben wird fast jedes Gebiet der Ichthyologie durch die Tätigkeit der GfI-Angehörigen abgedeckt.

## Veröffentlichungen
Die GfI-Mitteilungen sowie wissenschaftliche Aufsätze erscheinen im Bulletin of Fish Biology, vormals Zeitschrift für Fischkunde (ISSN: 1867-5417). Inzwischen sind 18 Bände erschienen.

## Tagungen
Die GfI veranstaltet jährlich eine wissenschaftliche Tagung. Zuletzt fand diese 2019 im Zoologischen Forschungsmuseum Alexander Koenig ZFMK Bonn statt. Die Abstracts der Tagung werden in einem Tagungsband veröffentlicht.